# Cymothoe eburnea
Cymothoe eburnea är en fjärilsart som beskrevs av Heinrich Neustetter 1916. Cymothoe eburnea ingår i släktet Cymothoe och familjen praktfjärilar. Inga underarter finns listade i Catalogue of Life.